# 24 heures de Brive
Le 24 heures de Brive est une épreuve de course à pied sur route appartenant à la famille de l'ultrafond.

## Histoire
La course a lieu à Brive-la-Gaillarde tous les ans au mois de mai depuis 2001, avec une interruption en 2005, 2020 et 2021. Le circuit est dans un parc ombragé au cœur de la ville sur une boucle de 1 100 m. Il est modifié en 2019 pour atteindre environ 1 200 m et est support des championnats de France. 220 coureurs sont au départ de cette édition, qualificative également pour l'équipe de France et les championnats du monde des 24 heures à Albi en octobre. Corinne Gruffaz et Patrick Ruiz sont sacrés champions de France en 2019, Thomas Lepers et Stéphanie Gicquel sont champions de France en 2022.
Les championnats du monde et les championnats d'Europe des 24 heures IAU ont lieu à Brive-la-Gaillarde en 2010 et les championnats de France en 2003, 2004, 2008, 2019 et 2022.

## Records
Les records des 24 heures de Brive sont détenus par le japonais Shingo Inoue avec 273,708 km aux championnats du monde IAU en 2010 et la française Anne-Cécile Fontaine avec 239,797 km aux mêmes championnats du monde,.

## Palmarès
Statistiques des 24 heures de Brive d'après la Deutsche Ultramarathon-Vereinigung (DUV) :
À noter qu'il n'y a pas eu de course en 2005, 2020 et 2021. Depuis 2019 est également organisé un « open race » qui ne figure pas dans le tableau.
| Année | Homme                  | Temps      | Femme                | Temps      | Championnat     |
| ----- | ---------------------- | ---------- | -------------------- | ---------- | --------------- |
| 2022  | Thomas Lepers          | 251,480 km | Stéphanie Gicquel    | 240,028 km | France          |
| 2021  | Annulé                 | Annulé     | Annulé               | Annulé     | Annulé          |
| 2020  | Annulé                 | Annulé     | Annulé               | Annulé     | Annulé          |
| 2019  | Patrick Ruiz           | 250,300 km | Corinne Gruffaz      | 223,629 km | France          |
| 2018  | Frédéric Bruno         | 236,346 km | Edith Doyen          | 183,995 km |                 |
| 2017  | Fabrice Puaud          | 213,589 km | Véronique Alossery   | 194,375 km |                 |
| 2016  | Patrick Ruiz           | 238,234 km | Anne-Marie Vernet    | 222,419 km |                 |
| 2015  | Mia Carol Bruguera     | 217,426 km | Christine Cheltowski | 185,851 km |                 |
| 2014  | Alain Simon            | 225,147 km | Sylvie Peuch         | 208,825 km |                 |
| 2013  | Fabrice Puaud          | 224,639 km | Stéphanie Dessartine | 215,481 km |                 |
| 2012  | Fabrice Puaud          | 234,921 km | Sylvie Peuch         | 190,667 km |                 |
| 2011  | Benoît Lortal          | 235,172 km | Sylvie Peuch         | 214,368 km |                 |
| 2010  | Shingo Inoue           | 273,708 km | Anne-Cécile Fontaine | 239,797 km | Monde et Europe |
| 2009  | Michel Olchewsky       | 221,278 km | Karine Herry         | 213,472 km |                 |
| 2008  | Fabien Hoblea          | 251,426 km | Kora Boufflert       | 224,440 km | France          |
| 2007  | Jean-Francois Servel   | 211,816 km | Martine Metais       | 194,372 km |                 |
| 2006  | Yves Chomont           | 214,866 km | Brigitte Bec         | 235,597 km |                 |
| 2004  | Emmanuel Conraux       | 255,526 km | Brigitte Bec         | 218,202 km | France          |
| 2003  | Alain Prual            | 251,046 km | Joëlle Semur         | 198,505 km | France          |
| 2002  | Jean-Pierre Guyomarc'h | 243,845 km | Marianne Blangy      | 165,237 km |                 |
| 2001  | Laurent Saint Martin   | 219,325 km | Sylvaine Nirlo       | 192,485 km |                 |